# 쿠키족
쿠키족(Kuki people)은 북동인도와 미얀마의 티베트버마어파 민족이다. 근연민족으로 미조인과 친족이 있다. 많은 쿠키족들은 지정 카스트 및 지정 부족으로 지정되어 배려를 받고 있다.